# Călinești-Oaș
Călinești-Oaș là một xã thuộc hạt Satu Mare, România. Dân số thời điểm năm 2002 là 4770 người.